# Doug Lidster
John Douglas Andrew Lidster (né le 18 octobre 1960 à Kamloops, dans la province de la Colombie-Britannique, au Canada) est un joueur professionnel canadien de hockey sur glace qui évoluait au poste de défenseur.

## Biographie
Membre des Tigers de Colorado College dans la Western Collegiate Hockey Association, Lidster est choisi à la 133e position du repêchage d'entrée dans la LNH 1980 par les Canucks de Vancouver. Il joue encore trois saisons avec les Tigers avant de faire ses débuts avec les Canucks dans la Ligue nationale de hockey à la fin de la saison 1983-1984, après avoir participé aux Jeux olympiques. Il partage le rôle de capitaine de l'équipe en 1990 avec Trevor Linden et Dan Quinn. Il est échangé aux Rangers de New York en 1993 et remporte avec eux la Coupe Stanley en 1994, marquant deux buts en finale contre les Canucks. Il passe la saison suivante avec les Blues de Saint-Louis avant de revenir jouer avec les Rangers. Il signe comme agent libre en février 1999 avec les Stars de Dallas et remporte avec eux sa deuxième Coupe Stanley avant de prendre sa retraite.
Il embrasse ensuite une carrière d'entraîneur.

## Statistiques

### En club
| Saison     | Équipe                      | Ligue      |     | Saison régulière | Saison régulière | Saison régulière | Saison régulière | Saison régulière |   | Séries éliminatoires | Séries éliminatoires | Séries éliminatoires | Séries éliminatoires | Séries éliminatoires |
| Saison     | Équipe                      | Ligue      | PJ  | B                | A                | Pts              | Pun              | PJ               | B | A                    | Pts                  | Pun                  |                      |                      |
| 1976-1977  | Jardine Blazers de Kamloops | CB         |     |                  |                  |                  |                  |                  |   |                      |                      |                      |                      |                      |
| 1977-1978  | Chiefs de Kamloops          | BCJHL      | 64  | 24               | 39               | 63               | 46               |                  |   |                      |                      |                      |                      |                      |
| 1977-1978  | Breakers de Seattle         | WCJHL      | 2   | 0                | 0                | 0                | 0                |                  |   |                      |                      |                      |                      |                      |
| 1978-1979  | Rockets de Kamloops         | BCJHL      | 59  | 36               | 47               | 83               | 50               |                  |   |                      |                      |                      |                      |                      |
| 1979-1980  | Tigers de Colorado College  | WCHA       | 39  | 18               | 25               | 43               | 52               |                  |   |                      |                      |                      |                      |                      |
| 1980-1981  | Tigers de Colorado College  | WCHA       | 36  | 10               | 30               | 40               | 54               |                  |   |                      |                      |                      |                      |                      |
| 1981-1982  | Tigers de Colorado College  | WCHA       | 36  | 13               | 22               | 35               | 32               |                  |   |                      |                      |                      |                      |                      |
| 1982-1983  | Tigers de Colorado College  | WCHA       | 34  | 15               | 41               | 56               | 30               |                  |   |                      |                      |                      |                      |                      |
| 1983-1984  | Canucks de Vancouver        | LNH        | 8   | 0                | 0                | 0                | 4                | 2                | 0 | 1                    | 1                    | 0                    |                      |                      |
| 1984-1985  | Canucks de Vancouver        | LNH        | 78  | 6                | 24               | 30               | 55               |                  |   |                      |                      |                      |                      |                      |
| 1985-1986  | Canucks de Vancouver        | LNH        | 78  | 12               | 16               | 28               | 56               | 3                | 0 | 1                    | 1                    | 2                    |                      |                      |
| 1986-1987  | Canucks de Vancouver        | LNH        | 80  | 12               | 51               | 63               | 40               |                  |   |                      |                      |                      |                      |                      |
| 1987-1988  | Canucks de Vancouver        | LNH        | 64  | 4                | 32               | 36               | 105              |                  |   |                      |                      |                      |                      |                      |
| 1988-1989  | Canucks de Vancouver        | LNH        | 63  | 5                | 17               | 22               | 78               | 7                | 1 | 1                    | 2                    | 9                    |                      |                      |
| 1989-1990  | Canucks de Vancouver        | LNH        | 80  | 8                | 28               | 36               | 36               |                  |   |                      |                      |                      |                      |                      |
| 1990-1991  | Canucks de Vancouver        | LNH        | 78  | 6                | 32               | 38               | 77               | 6                | 0 | 2                    | 2                    | 6                    |                      |                      |
| 1991-1992  | Canucks de Vancouver        | LNH        | 66  | 6                | 23               | 29               | 39               | 11               | 1 | 2                    | 3                    | 11                   |                      |                      |
| 1992-1993  | Canucks de Vancouver        | LNH        | 71  | 6                | 19               | 25               | 36               | 12               | 0 | 3                    | 3                    | 8                    |                      |                      |
| 1993-1994  | Rangers de New York         | LNH        | 34  | 0                | 2                | 2                | 33               | 9                | 2 | 0                    | 2                    | 10                   |                      |                      |
| 1994-1995  | Blues de Saint-Louis        | LNH        | 37  | 2                | 7                | 9                | 12               | 4                | 0 | 0                    | 0                    | 2                    |                      |                      |
| 1995-1996  | Rangers de New York         | LNH        | 59  | 5                | 9                | 14               | 50               | 7                | 1 | 0                    | 1                    | 6                    |                      |                      |
| 1996-1997  | Rangers de New York         | LNH        | 48  | 3                | 4                | 7                | 24               | 15               | 1 | 5                    | 6                    | 8                    |                      |                      |
| 1997-1998  | Rangers de New York         | LNH        | 36  | 0                | 4                | 4                | 24               |                  |   |                      |                      |                      |                      |                      |
| 1998-1999  | Stars de Dallas             | LNH        | 17  | 0                | 0                | 0                | 10               | 4                | 0 | 0                    | 0                    | 2                    |                      |                      |
| Totaux LNH | Totaux LNH                  | Totaux LNH | 897 | 75               | 268              | 343              | 679              | 80               | 6 | 15                   | 21                   | 64                   |                      |                      |

### En équipe nationale
| Année | Compétition          |    | PJ | B | A | Pts | Pun |  | Résultat |
| 1984  | Jeux olympiques      | 7  | 0  | 2 | 2 | 2   |     |  |          |
| 1985  | Championnat du monde | 10 | 3  | 1 | 4 | 4   |     |  |          |
| 1990  | Championnat du monde | 10 | 1  | 0 | 1 | 6   |     |  |          |
| 1991  | Championnat du monde | 10 | 1  | 4 | 5 | 8   |     |  |          |